# William Frederic Edwards

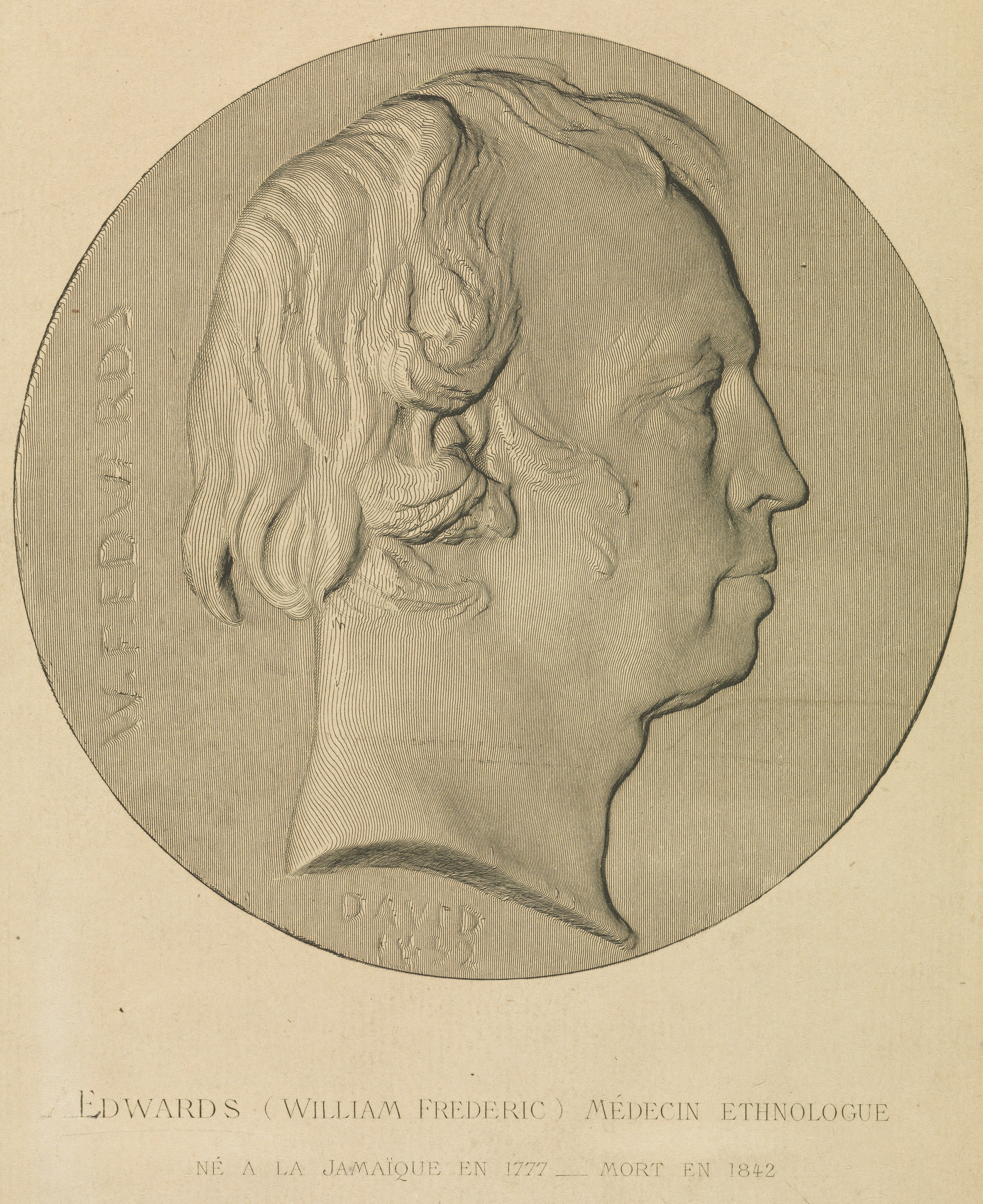
William Frederic Edwards

William Frederic Edwards (Jamaica, 1777 – Versailles, 23 juli 1842) was een Franse etnoloog en arts. Hij was één van de grondleggers van het wetenschappelijk racisme. 

## Levensloop
Edwards werd geboren te Jamaica als zoon van de Britse planter William Edwards en zijn vrouw Jeanne Thomas. Het echtpaar Edwards-Thomas had talrijke kinderen. Rond 1785 kwam het gezin in Brugge wonen. Weduwnaar geworden, hertrouwde William met Elisabeth Vaux. Uit dit tweede huwelijk werd Henri Milne-Edwards geboren. William liep school in Brugge en beleefde er de rumoerige dagen van de Brabantse en Franse Revolutie. Hij was pas twintig toen hij in 1797 door het stadsbestuur werd benoemd tot eerste bibliothecaris van de pas opgerichte openbare bibliotheek. Het benoemingsbesluit van 21 december 1797 deelde mee dat hij zowel de klassieke als de moderne talen beheerste en bewijzen had geleverd van civisme en eruditie. Edwards werd ook leraar oude talen, natuurkunde en fysica aan de Brugse École centrale. 
Edwards leverde aanzienlijke inspanningen om het grootst mogelijke aantal boeken in de bibliotheek te krijgen. Vooreerst was dat door overheveling van bibliotheken uit de in Brugge en omliggende afgeschafte kloosters, waarin hij echter een drastische schifting uitvoerde. Vervolgens door overbrenging uit Parijs. Edwards trok erheen en knoopte vriendschap aan met de Bruggeling Joseph-Basile-Bernard Van Praet, conservator van de Bibliothèque Nationale, die hem hielp in het naar Brugge overbrengen van boeken uit genationaliseerde bibliotheken. Van wat na de grondige schifting overbleef en van de eraan toegevoegde boeken, enkele duizenden in totaal, maakte hij de catalogus. In 1804 werd de bibliotheek overgenomen door de stad. Het is niet zeker dat Edwards, die aan de school verbonden bleef als leraar, nog met de bibliotheek bezig bleef. Tot in 1808 bleef deze alvast gesloten voor raadpleging.
In 1808 trok Edwards naar Parijs en vatte er studies aan in geneeskunde. In 1815 behaalde hij zijn doctoraat met een thesis over 'L'inflammation de l'iris et la cataracte noire'. Hiermee begon hij aan een succesrijke loopbaan, als wetenschapper en als Parijse bekendheid. Hij naturaliseerde tot Fransman in 1828.
Na de geneeskunde ging zijn aandacht naar de fysiologie en nog later naar de etnologie en de volkskunde. Hij stichtte de Société ethnologique de Paris, waar hij voorzitter en nadien erevoorzitter was. In zijn geschriften ontwikkelde hij een later gecontesteerde en ontkrachtte maar toen zeer invloedrijke rassentheorie waarbij hij beweerde dat fysieke karakteristieken (zoals de vorm van het hoofd en gelaatstrekken) specifiek voor zogenaamde "rassen" zouden zijn en onveranderlijk waren in de tijd. Zijn boek Des caractères physiologiques des races humaines considérés dans leurs rapports avec l’histoire (1829) werd populair omdat het ondersteuning leek te geven aan de stelling dat de Franse natie geworteld zou zijn in het oude Gallië.
Zijn salon werd beroemd omdat hij er aanzienlijke tijdgenoten samenbracht, onder wie Stendhal, Joseph-Basile-Bernard Van Praet, zijn eigen jongere broer Henri Milne-Edwards, de jonge Jules Van Praet, de etnoloog uit Brugge Charles Imbert des Mottelettes, de politicus eveneens uit Brugge Louis de Potter, enz.

## Publicaties
- De l'influence des agents physiques sur la vie, Paris, 1824.
- Lettre à Mr Amedée Thierry sur les caractères physiologiques des races humaines considérées dans leurs rapports avec l'histoire, Paris, 1829
- Recherches sur les langues celtiques, Paris, 1834